# To LOVE
『to LOVE』（トゥー・ラブ）は、西野カナの2枚目のオリジナル・アルバム。2010年6月23日にSME Recordsから発売された。

## 概要
1stアルバム『LOVE one.』から約1年ぶりのリリース。前作以降にリリースされたシングル曲4曲を含む全14曲を収録。
初回生産限定盤（DVD付属）と通常盤の2形態でリリースされた。なお、初回生産限定盤に限っては発売日時点で完売され稀少品となっていた為、中古市場やネットオークション等では一時定価以上の値段で取引されていた。
2010年7月5日付のオリコン週間アルバムチャートで初動29万枚の売り上げで自身初の1位を獲得。平成時代生まれのソロ歌手の同チャート1位獲得は初となる。4週連続TOP3入り、9週連続TOP10入りで、発売から3週間弱で売り上げが50万枚を突破した。1年間では70万枚以上を売り上げたアルバムである。2010年度オリコン年間アルバムランキングで3位にランクインし、自身初の年間TOP10入りと共にこの年発売の女性アーティストのオリジナルアルバムで最高の売上を記録した。ビルボード、タワーレコードの年間アルバムランキングでも年間3位にランクイン。なお、このアルバムはレンタルにおいても好成績をおさめており、TSUTAYAの歴代アルバムレンタルランキングでも9位にランクインしている。

## 収録曲

### DISC 1 (CD)【全形態共通】
1. *Prologue* 〜What a nice〜 [1:33]
作詞：Kana Nishino / 作曲：ViVi / 編曲：SiZK from ★STAR GUiTAR
2. Best Friend [5:19]
作詞：Kana Nishino / 作曲・編曲：GIORGIO CANCEMI
  - 9thシングル表題曲
3. Summer Girl feat.MINMI [3:49]
作詞：Kana Nishino、MINMI / 作曲：Jeff Miyahara、Kenji "JINO" Hino、Masa Kohama、MINMI / 編曲：Jeff Miyahara、Kenji "JINO" Hino、Masa Kohama
4. Hey Boy [3:17]
作詞：Kana Nishino / 作曲：Olivia Nervo、Miriam Nervo、Andreas Levander、Jonas Nordelius / 編曲：VIVID Neon*
5. もっと… [5:29]
作詞：Kana Nishino / 作曲・編曲：GIORGIO CANCEMI
  - 7thシングル表題曲
6. love & smile [5:04]
作詞：Kana Nishino / 作曲・編曲：toiza71(Digz,inc)
  - フジテレビ系列「めざましテレビpresentsにゃんこTHE MOVIE大みそかSP」主題歌
7. このままで [4:15]
作詞：Kana Nishino / 作曲：Saeki youthK / 編曲：Kotaro Egami (SUPA LOVE)
  - KBC「第14回KBC水と緑のキャンペーン」テーマソング
8. MAYBE [4:04]
作詞：Kana Nishino、GIORGIO 13 / 作曲・編曲：GIORGIO CANCEMI
  - 8thシングル (両A面2曲目)
9. WRONG [3:28]
作詞：Kana Nishino / 作曲：BACHLOGIC、Winston Sela、Daniel Sherman / 編曲：BACHLOGIC
10. Come On Yes Yes Oh Yeah!! [5:05]
作詞：Kana Nishino、DJ Mass、Yuki Keity(EXXXIT) / 作曲：DJ Mass(VIVID Neon*)、EXXXIT / 編曲：VIVID Neon*
  - ロッテクールミントガム「ペンギン篇」CMソング
11. Dear… [5:28]
作詞：Kana Nishino / 作曲：Shinquo Ogura、GIORGIO CANCEMI / 編曲：GIORGIO CANCEMI
  - 8thシングル (両A面1曲目)
12. 会いたくて 会いたくて [4:42]
作詞：Kana Nishino、GIORGIO 13 / 作曲・編曲：GIORGIO CANCEMI
  - 10thシングル表題曲
13. You are the one [4:34]
作詞：Kana Nishino / 作曲：ZETTON、Mats Lie Skare / 編曲：ZETTON
14. *Epilogue* 〜to LOVE〜 [1:13]
作詞：Kana Nishino / 作曲：ViVi / 編曲：SiZK from ★STAR GUiTAR
  - 本人の意向で歌詞は掲載されていない。

### DISC 2 (DVD)【初回生産限定盤のみ】
［Kana Nishino Video Clips 2］
1. 君の声を feat.VERBAL(m-flo) Video Clip [4:47]
2. Making of 君の声を feat.VERBAL(m-flo) [3:40]
3. もっと… Video Clip [5:46]
4. Making of もっと… [2:33]
5. Dear… Video Clip [5:51]
6. Making of Dear… [3:29]
7. Best Friend Video Clip [5:46]
8. Making of Best Friend [3:13]
9. 会いたくて 会いたくて Video Clip [5:03]
10. Making of 会いたくて 会いたくて [4:00]